# Orkan Gudrun
Der Orkan Gudrun, auch Erwin, (Namensgebung Gudrun seitens des norwegischen Norske Meteorologisk Institutt, vom DWD Erwin benannt) zog am Wochenende des 8. und 9. Januar 2005 über Irland und Teile Großbritanniens, Dänemarks sowie Norwegens und Schwedens und hatte nach seiner Route durch Schweden eine Windgeschwindigkeit von über 40 m/s (145 km/h). Weiters wurden Küstenstädte in Finnland, Russland und Estland von hohen Wasserständen bedroht. Der Sturm forderte insgesamt 17 Todesopfer und war der schwerste Sturm über Nordeuropa seit 15 Jahren.

## Schweden
Gudrun richtete vor allem  im Süden Schwedens in den Provinzen Halland und Småland große Schäden an, wo er der folgenschwerste Sturm seit 35 Jahren war. In einer Nacht wurden ungefähr 160.000 Hektar Wald ein Raub des Orkans, das entspricht der Fläche von ca. 300.000 Fußballfeldern. Das Landwirtschaftsministerium schätzte die sturmgefällte Holzmenge auf 75 Millionen Kubikmeter, vergleichbar mit einer normalen Jahresholzernte von ganz Schweden oder drei bis vier Jahresernten der betroffenen Region. Der Schaden wurde auf umgerechnet 2,25 Milliarden Euro beziffert und ist in den betroffenen Gebieten deutlich sichtbar.
Der Wiederaufbau der Infrastruktur ging nur schleppend voran. In der Nacht zum 9. Januar 2005 waren 341.000 Haushalte ohne Stromversorgung; vier Tage nach dem Sturm noch 100.000; nach zwei Wochen immer noch 25.000. Die zu hohe Anzahl von Freileitungen wurde in der Folge stark kritisiert, zumal sie weite Landesteile wochenlang ohne Telekommunikation ließ.
Bei den gefährlichen Aufräumarbeiten in verwüsteten schwedischen Wäldern, zu denen auch Waldarbeiter und Maschinen aus weiten Teilen Europas angefordert wurden, kamen noch weitere Menschen ums Leben. Gudrun übertraf in der Forstwirtschaft die Stürme des Jahres 1969 an Schadwirkung, bei denen 37 Millionen Kubikmeter gefallen waren. Der Windwurf führte zu enormen, den seinerzeit weltgrößten Holzreserven in Südschweden. Vom 14. auf den 15. Januar 2007 warf ein weiterer Winterorkan, Per noch einmal etwa 12 Mio. Kubikmeter.

## Norwegen
Auch in Südnorwegen von Østfold bis Nordland, das aber weitaus weniger betroffen war, war Gudrun eine der folgenschwersten Naturkatastrophen der letzten beiden Jahrzehnte.